# Phumosia tillae
Phumosia tillae är en tvåvingeart som beskrevs av Zumpt 1953. Phumosia tillae ingår i släktet Phumosia och familjen spyflugor. Inga underarter finns listade i Catalogue of Life.